# En (géorgien)
Cette page contient des caractères spéciaux ou non latins. S’ils s’affichent mal (▯, ?, etc.), consultez la page d’aide Unicode.
En, (ენ, [ɛn], en géorgien) est la 5e lettre de l'alphabet géorgien.

## Linguistique
En est utilisé pour représenter le son [ɛ].
Dans la norme ISO 9984, la lettre est translittérée par « e ».

## Représentation informatique
- Unicode[1] :
  - Asomtavruli Ⴄ : U+10A4
  - Mkhedruli et nuskhuri ე : U+10D4